# Elizabeth Lane
Pour les articles homonymes, voir Lane.
Elizabeth Kathleen Lane, née Coulborn le 9 août 1905 à Bowdon (Royaume-Uni) et morte le 17 juin 1988 à Winchester dans le Hampshire est une avocate et juge anglaise. Elle est la première femme nommée juge pour une cour de comté (en), la première femme juge à la Haute Cour de justice d'Angleterre et la première femme bencher ou membre senior d'une des quatre associations professionnelles de barristers de Londres.

## Biographie

### Jeunesse
Elizabeth Lane est la fille d'Edward Alexander Coulborn, propriétaire d'un moulin, et de Kate Wilkinson. Elle étudie à la maison et vit avec sa famille en Suisse pendant un an juste avant le déclenchement de la Première Guerre mondiale. Après son retour en Angleterre, elle va à la Twizzletwig School de Hindhead puis au Malvern Girls' College, avant de décider de ne pas aller à l'université.
Elle rend visite à son frère à Montréal en 1924, où elle rencontre Randall Lane. Ils se marient à Didsbury le 14 janvier 1926 et vivent ensuite à Manchester. Ils ont un fils, John, en août 1928 qui souffre d'épilepsie, et meurt durant l'adolescence d'une pneumonie.

### Carrière
Après que le mari d'Elizabeth Lane décide de devenir avocat en 1936, ils étudient le droit ensemble. Elle devient membre, en tant qu'étudiante, de l'Inner Temple, l'une des quatre associations professionnelles de barristers, en novembre 1937 et est admise au barreau à l'été 1940. Elle termine sa formation avec Geoffrey Howard comme superviseur et commence à pratiquer sur le district judiciaire du Midland Circuit, se spécialisant dans le droit civil.
En 1948, elle est nommée membre de la commission d'enquête du Home office (ministère de l'Intérieur) pour examiner l'utilisation des dépositions dans les procès pénaux. Elle est nommée conseil du roi (King's counsel, KC) en 1950, la troisième femme KC en Angleterre après Rose Heilbron et Helena Normanton l'année précédente. Elle est juge assistante (Recorder) de Birmingham de 1953 à 1961, lorsqu'elle est présidente des tribunaux chargés de la santé mentale en 1960 et Commissaire de la Couronne à Manchester en 1961. De la fin de 1961 à 1962, elle juge (Recorder) de Derby.
En 1962, elle est nommée première femme juge d'une cour de comté (en). Trois ans plus tard, elle devient la première femme à siéger à la Haute Cour de justice anglaise, affectée à la Division familiale, et est nommée Dame de l'ordre de l'Empire Britannique. Elle est également bencher, ou membre senior d'une des quatre associations professionnelles de barristers de Londres (Inns of Court), pour l'Inner Temple en 1966, devenant ainsi la première femme bencher d'un Inns of court.
De 1971 à 1973, elle préside un comité qui enquête sur le fonctionnement de l'Abortion Act 1967 (en) (loi sur l'avortement) et écrit la majorité du premier volume du rapport.
Elizabeth Lane prend sa retraite en 1979 et déménage à Winchester. Ses robes de la Haute Cour sont passées à Margaret Booth qui est nommée la même année, puis portées par Brenda Hale et Jill Black. Elle continue de siéger à la Cour d'appel d'Angleterre de temps à autre et devient membre honoraire du district judiciaire du Western Circuit. Elle est nommée membre honoraire du Newnham College de l’université de Cambridge en 1986. Elle écrit une autobiographie, Hear the Other Side, publiée en 1985.
Elle meurt à Winchester le 17 juin 1988, à l'âge de 82 ans.

## Œuvre
- (en) Elizabeth Lane, Hear the other side: audi alteram partem, London, 1985